# Aldemir Bendine

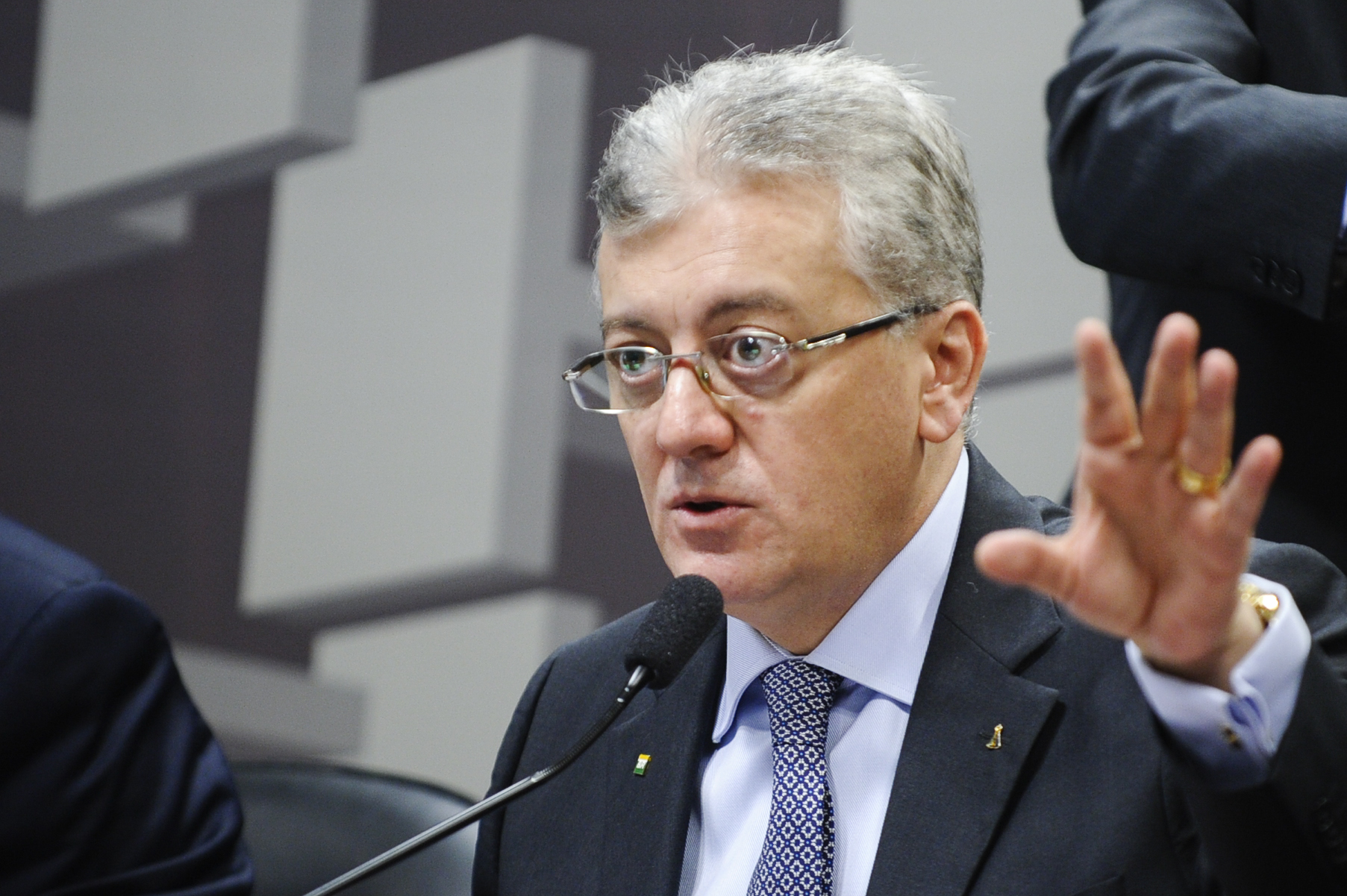
Aldemir Bendine, 2015

Aldemir Bendine (* 10. Dezember 1963 in Paraguaçu Paulista) ist ein brasilianischer Manager.

## Leben
Bendine leitete als Präsident der Banco do Brasil zunächst als Nachfolger von Antonio Francisco de Lima Neto vom 23. April 2009 bis 1. Januar 2011 unter Luiz Inácio Lula da Silva sowie vom 1. Januar 2011 bis 6. Februar 2015 unter Dilma Rousseff die Staatsbank. Sein Nachfolger wurde Alexandre Abreu.
Er übernahm noch während eines schwebenden Verfahrens zur Operation Lava Jato die Präsidentschaft von Petrobras und wurde dann wegen Bestechlichkeit zu 11 Jahren Haft verurteilt.